# Ra'ad al-Hamdani
Ra'ad Majid Rashid al-Hamdani (em árabe: رعد مجيد الحمداني) foi um general da Guarda Republicana Iraquiana e um dos oficiais favoritos de Saddam Hussein.

## Começo da carreira
Hamdani se formou na academia militar jordaniana em 1967 e depois cursou a Faculdade Militar do Iraque, onde conseguiu um bacharelado em ciências militares.
Ele serviu na 71ª Brigada de infantaria como tenente-general, vendo ação nas colinas de golã durante a Guerra do Yom Kipur. Após o conflito, ele estudou na Universidade de Bakr de 1978 a 1980.

## Guerra Irã-Iraque
Durante a Guerra Irã-Iraque, Hamdani serviu no estado-maior de diversas divisões blindadas e de reconhecimento. Ele se juntou a Guarda Republicana em 1982, servindo como oficial de treinamento de 1987 a 1989. Nesse período, ele recebeu para treinar os dois filhos do ditador iraquiano Saddam Hussein, Uday e Qusay, assim como o filho do ministro Tariq Aziz, que serviram como oficiais em seu batalhão. Isso era apenas uma manobra política, para que a propaganda do governo pudesse falar que os filhos de Saddam e Aziz serviram na guerra contra o Irã. Contudo, Hamdani foi encarregado de se certificar de que nenhum deles servisse próximo da frente de batalha.

## Guerra do Iraque
Servindo como comandante do II Corpo da Guarda Republicana, Hamdani foi responsabilizado com a defesa da região Carbala (importante área que ligava o sul do país ao centro), durante a invasão americana de 2003. O general acreditava que poderia defender a área por muito tempo antes de recuar (infligindo muitas perdas ao inimigo antes), porém ele recebeu ordens de Qusay Hussein, filho do presidente, para enviar diversas de suas unidades para o norte. Saddam acreditava que o ataque anglo-americano ao sul era apenas uma distração. Hamdani protestou contra a ordem e argumentou que, se ele não pudesse defender a cidade de Carbala, os americanos explorariam a brecha e assim poderiam chegar em Bagdá em 48 horas. Suas sugestões foram ignoradas. Dias depois, Hamdani foi ordenado a lançar um contra ataque em Carbala, que havia caído nas mãos da Coalizão Ocidental. Novamente, a contragosto, ele obedeceu. A batalha, que aconteceu no começo de abril, durou dois dias e resultou em um fracasso para o exército iraquiano, que foi obrigado a recuar sofrendo muitas baixas. Os americanos então lançaram um novo ataque no dia seguinte e destruíram o que sobrou das forças de al-Hamdani.

## Pós guerra
Após a guerra do Iraque, o exército iraquiano foi dispensado e seus oficiais liberados do serviço. Hamdani, que havia se entregado aos americanos pouco antes do fim do conflito, foi solto e inocentado de qualquer acusação de crimes perpetrados pelo governo Baathista. Contudo, seu status de oficial sunita do governo de Saddam tornou Hamdani um alvo para os milicianos xiitas. Por isso, ele acabou fugindo do país, junto com dois milhões de compatriotas. Hamdani se mudou então para Amã, junto com a família, e começou a dar aulas na academia militar local. Em 2008, Hamdani retornou ao Iraque.
Hamdani fundou então a Associação de ex-Oficiais do Exército Iraquiano, e começou a trabalhar para conseguir facilitar a entrada de ex militares ao novo Exército do Iraque. Em 2009, foi acusado de manter extenso contato com ex membros do Partido Baathista iraquiano. Ele respondeu afirmando que o contato era necessário devido a natureza do seu trabalho, de adaptar a vida dos ex colegas ao novo Iraque.